# Sakalatburto k'lubi Vita Tblisi
Il Sakalatburto k'lubi Vita Tblisi (in georgiano ვითა თბილისი საკალათბურთო კლუბი?) noto più comunemente come Vita Tbilisi  è una squadra di pallacanestro avente sede a Tbilisi, in Georgia. Gioca le partite interne presso il Tbilisi Sports Palace.

## Palmarès

### Competizioni nazionali
- Campionato georgiano: 7

1992–1993, 1993–1994, 1994–1995, 1995–1996, 1996–1997, 1997–1998, 2004-2005